# Barker (condado de Broome, Nueva York)
Barker es un pueblo ubicado en el condado de Broome en el estado estadounidense de Nueva York. En el año 2000 tenía una población de 2738 habitantes y una densidad poblacional de 10.0 personas por km².

## Geografía
Barker se encuentra ubicado en las coordenadas 42°14′8″N 75°50′54″O / 42.23556, -75.84833.

## Demografía
Según la Oficina del Censo en 2000 los ingresos medios por hogar en la localidad eran de $37 056, y los ingresos medios por familia eran $39 267. Los hombres tenían unos ingresos medios de $30 691 frente a los $21 492 para las mujeres. La renta per cápita para la localidad era de $16 192. Alrededor del 10.9% de la población estaban por debajo del umbral de pobreza.